# جيزك
جيزك (Джизак) هي مدينة في إقليم جيزك في أوزبكستان.
يبلغ عدد سكانها حوالي 152,642 نسمة. في 2014

## المناخ
يظهر الجدول التالي التغييرات المناخية على مدار السنة لجيزك:
| البيانات المناخية لـجيزك                                    | البيانات المناخية لـجيزك | البيانات المناخية لـجيزك | البيانات المناخية لـجيزك | البيانات المناخية لـجيزك | البيانات المناخية لـجيزك | البيانات المناخية لـجيزك | البيانات المناخية لـجيزك | البيانات المناخية لـجيزك | البيانات المناخية لـجيزك | البيانات المناخية لـجيزك | البيانات المناخية لـجيزك | البيانات المناخية لـجيزك | البيانات المناخية لـجيزك |
| الشهر                                                       | يناير                    | فبراير                   | مارس                     | أبريل                    | مايو                     | يونيو                    | يوليو                    | أغسطس                    | سبتمبر                   | أكتوبر                   | نوفمبر                   | ديسمبر                   | المعدل السنوي            |
| ----------------------------------------------------------- | ------------------------ | ------------------------ | ------------------------ | ------------------------ | ------------------------ | ------------------------ | ------------------------ | ------------------------ | ------------------------ | ------------------------ | ------------------------ | ------------------------ | ------------------------ |
| متوسط درجة الحرارة الكبرى °م (°ف)                           | 6.3 (43.3)               | 8.9 (48.0)               | 14.8 (58.6)              | 22.2 (72.0)              | 28.0 (82.4)              | 33.7 (92.7)              | 34.9 (94.8)              | 33.4 (92.1)              | 28.5 (83.3)              | 22.0 (71.6)              | 14.7 (58.5)              | 8.1 (46.6)               | 21.3 (70.3)              |
| متوسط درجة الحرارة الصغرى °م (°ف)                           | −1.8 (28.8)              | −0.4 (31.3)              | 4.6 (40.3)               | 10.1 (50.2)              | 14.5 (58.1)              | 18.7 (65.7)              | 20.2 (68.4)              | 18.3 (64.9)              | 13.0 (55.4)              | 7.8 (46.0)               | 3.5 (38.3)               | −0.7 (30.7)              | 9.0 (48.2)               |
| الهطول مم (إنش)                                             | 40.7 (1.60)              | 50.4 (1.98)              | 63.4 (2.50)              | 57.7 (2.27)              | 36.4 (1.43)              | 10.7 (0.42)              | 4.1 (0.16)               | 1.0 (0.04)               | 4.7 (0.19)               | 20.0 (0.79)              | 40.4 (1.59)              | 51.8 (2.04)              | 381.3 (15.01)            |
| متوسط أيام هطول الأمطار                                     | 13                       | 14                       | 14                       | 11                       | 9                        | 5                        | 2                        | 2                        | 3                        | 6                        | 9                        | 12                       | 100                      |
| المصدر: Centre of Hydrometeorological Service of Uzbekistan |                          |                          |                          |                          |                          |                          |                          |                          |                          |                          |                          |                          |                          |

## أعلام
- ساخوب جوراييف
- جسور حسنوف
- هورشيد توبيبايف
- سيرجي ليبيديف
- كمال الدين تاجيف